# All Strung Out (Al Caiola)
All Strung Out è un album a nome Caiola Combo, pubblicato dalla casa discografica United Artists Records nel novembre del 1966.

## Tracce

### LP
Lato A
1. All Strung Out – 2:44 (Jerry Riopelle, Nino Tempo)
2. So Nice (Summer Samba) Samba de Verão – 3:20 (testo: Paulo Sérgio Valle, Norman Gimbel (adattamento testo in inglese) – musica: Marcos Valle)
3. Sneaky – 2:35 (musica: Al Caiola)
4. Misty – 3:20 (testo: Johnny Burke – musica: Erroll Garner)
5. I Can Make It with You – 2:21 (Chip Taylor)
6. Flamingo – 2:24 (testo: Edmund Anderson – musica: Ted Grouya)

Lato B
1. Cherry, Cherry – 2:34 (Neil Diamond)
2. Mas que nada (Samba) – 3:08 (Jorge Ben)
3. All I See Is You – 3:10 (Clive Westlake, Ben Weisman)
4. Scratchin' – 3:14 (musica: Al Caiola)
5. I've Got You Under My Skin – 2:19 (Cole Porter)
6. Summer Wind – 3:03 (testo: Hans Bradtke, Johnny Mercer (adattamento testo in inglese) – musica: Henry Mayer)

## Formazione
Caiola Combo
- Al Caiola – chitarra
- Ernie Hayes – organo
- Paul Griffin – organo
- George Duvivier – contrabbasso
- Grady Tate – batteria

Note aggiuntive
- Leroy Holmes – produttore
- Registrazioni effettuate al Mayfair Recording Studios, New York City, New York
- Clair Krepps – ingegnere delle registrazioni[2]